# Hydroporus memnonius
Hydroporus memnonius är en skalbaggsart som beskrevs av Nicolai 1822. Hydroporus memnonius ingår i släktet Hydroporus och familjen dykare. Arten är reproducerande i Sverige. Inga underarter finns listade i Catalogue of Life.

## Bildgalleri

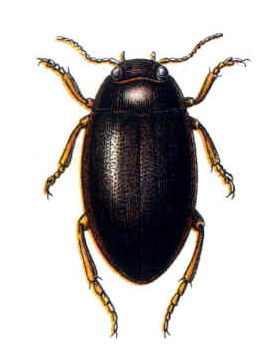
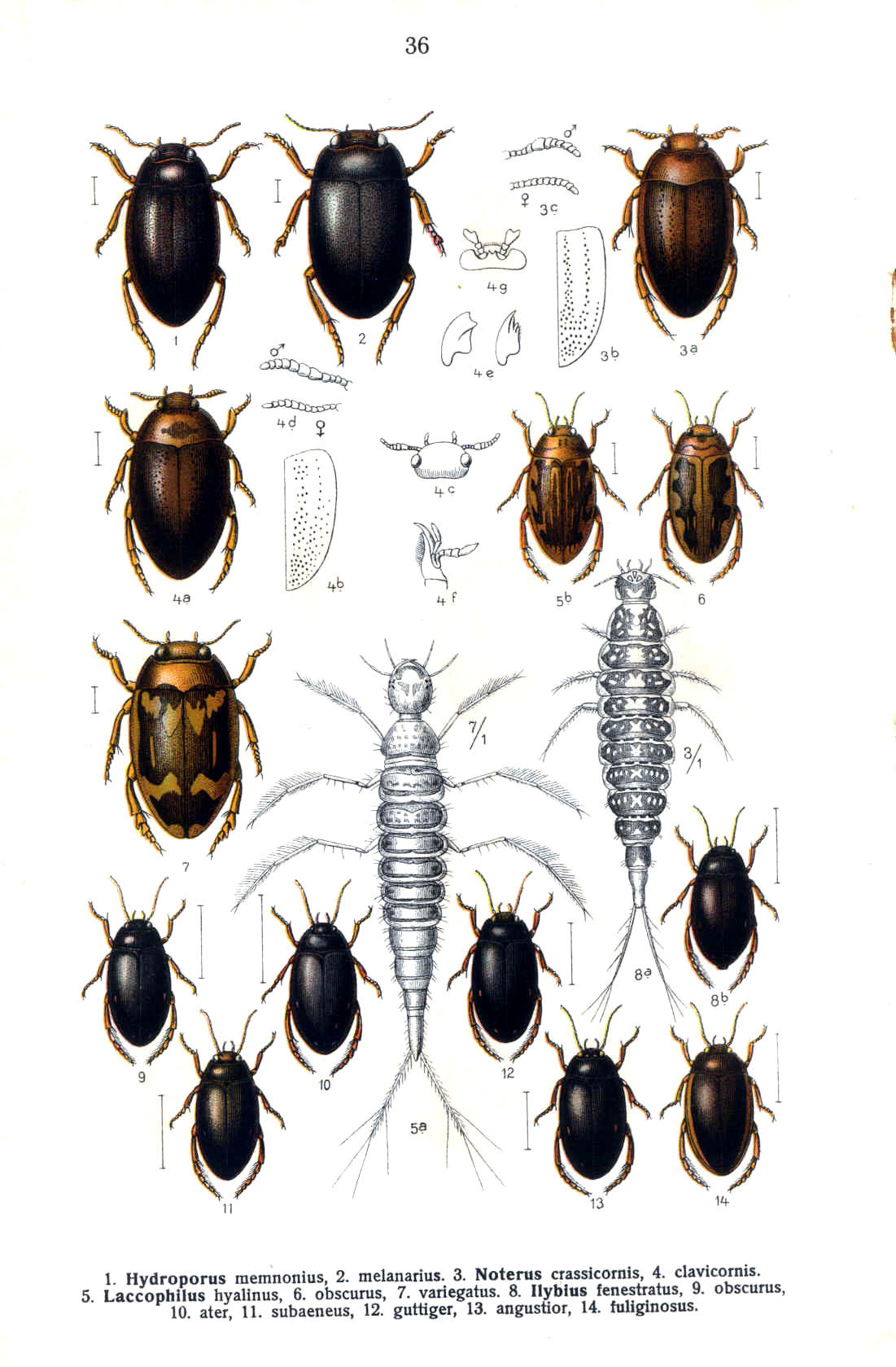